# Katowice – Miasto Ogrodów
Katowice Miasto Ogrodów – Instytucja Kultury im. Krystyny Bochenek – katowicka instytucja kultury organizująca różnorodne imprezy artystyczne, głównie na terenie Górnego Śląska. Placówka realizuje projekty w dziedzinie muzyki, filmu, designu, sztuk wizualnych, edukacji, ekologii, teatru oraz sportu. Instytucja Katowice Miasto Ogrodów powstała 1 lutego 2016 r. z połączenia dwóch instytucji kultury: Instytucji Kultury Katowice – Miasto Ogrodów i Centrum Kultury Katowice im. Krystyny Bochenek.

## Geneza instytucji
Powstała jako Biuro ESK, działające w ramach Centrum Kultury Katowice podczas nieudanego dla Katowic wyścigu o tytuł Europejskiej Stolicy Kultury 2016. 5 września 2011 roku decyzją Rady Miasta Katowice Biuro ESK przekształcone zostało w Instytucję Kultury Katowice – Miasto Ogrodów. Powstał program na lata 2012-2015 zakładający umocnienie Katowic jako silnego ośrodka kultury w Europie.
Centrum Kultury Katowice im. Krystyny Bochenek powstało z dniem 1 lipca 2010 roku w wyniku połączenia Górnośląskiego Centrum Kultury i Estrady Śląskiej.
Samorządowa instytucja kultury pn. Katowice Miasto Ogrodów – Instytucja Kultury im. Krystyny Bochenek powstała 1 lutego 2016 roku w wyniku połączenia Instytucji Kultury Katowice – Miasto Ogrodów oraz Centrum Kultury Katowice (uchwała nr XIX/363/15 Rady Miasta Katowice z dnia 17.12.2015 r.). 
Po czterech latach tj. 1 lutego 2020 r. instytucja została połączona z Instytucją Promocji i Upowszechniania Muzyki (IPiUM) "Silesia". Nazwa instytucji: "Katowice Miasto Ogrodów – Instytucja Kultury im. Krystyny Bochenek" pozostała bez zmian (uchwała nr XIV/311/19 Rady Miasta Katowice z dnia 21.11.2019 r.).

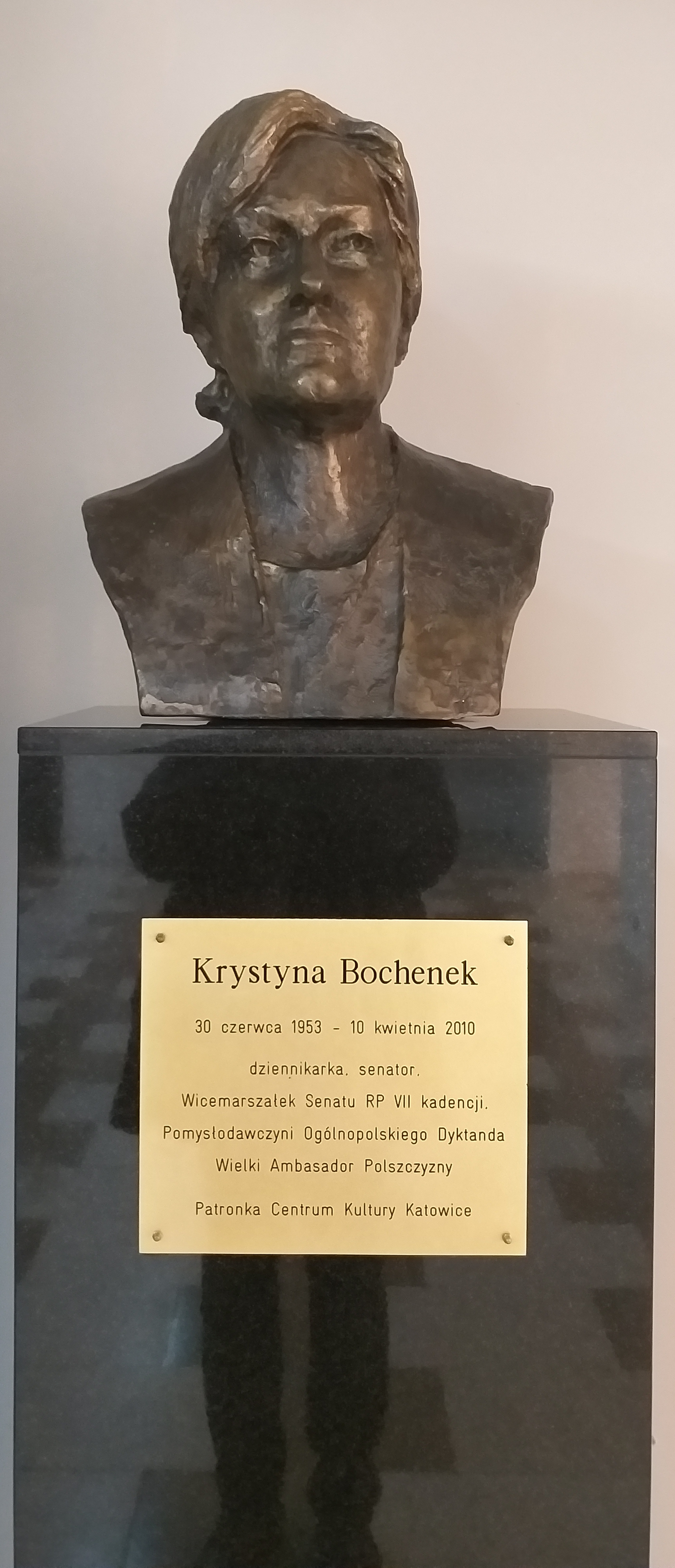
Popiersie Krystyny Bochenek w Centrum Kultury "Katowice - Miasto Ogrodów" w Katowicach

## Projekty
Do zadań statutowych instytucji należą m.in. prowadzenie działalności kulturalnej, wydawniczej i edukacyjnej oraz organizacja wydarzeń artystycznych, w tym międzynarodowych festiwali. Instytucja realizuje ponadto program Mikrogranty, który ma celu wsparcie projektów artystycznych realizowanych przez organizacje pozarządowe, oraz szereg przedsięwzięć z zakresu edukacji i animacji kulturalnej.
 Wybrane projekty realizowane przez Instytucję:
- Katowice Street Art Festival[8]
- Katowice JazzArt Festival[9]
- Urodziny Miasta Kocham Katowice[10]
- Festiwal Muzyki Świata Ogrody Dźwięków[11]
- Festiwal Ars Independent[12]
- Silesian Jazz Festival[13]
- Biuro Dźwięku Katowice[14]

W ramach działalności wystawienniczej instytucji prowadzi Galerię Miasta Ogrodów, w ramach której prowadzone są galerie: Galeria Pusta, Galeria Engram, Galeria Pojedyncza, Galeria 5, Galeria MIASTA OGRODÓW. 
W ramach instytucji funkcjonuje również innowacyjny projekt Medialab Katowice składający się z warsztatów, wykładów i prezentacji na temat kultury audiowizualnej. Jego uczestnicy zdobywają kompetencje cyfrowe i rozwijają kreatywność, eksperymentując z nowymi technologiami. Tworzą urządzenia elektroniczne i oprogramowanie, uczą się pracy w zespole i świadomego kształtowania przekazów medialnych.

## Katowice Miasto Kreatywne UNESCO w dziedzinie muzyki
Decyzją Iriny Bokovej, Dyrektor Generalnej UNESCO, 11 grudnia 2015 r. Katowice zostały Miastem Kreatywnym UNESCO jako Miasto Muzyki.
Katowice dołączyły do prestiżowej Sieci Miast Kreatywnych UNESCO. Sieć Miast Muzyki łączyła do tej pory 9 ośrodków: 6 w Europie (Bolonia, Gandawa, Glasgow, Hanower, Mannheim i Sewilla) oraz 3 pozaeuropejskie (Bogota w Kolumbii, Hamamatsu w Japonii i Brazzaville w Kongo). Katowice są pierwszym Miastem Muzyki z Europy Środkowo-Wschodniej i drugim, po Krakowie (Miasto Literatury), Miastem Kreatywnym w Polsce.
Instytucja Katowice Miasto Ogrodów realizuje program UNESCO w związku z otrzymanym przez miasto tytułem miasta kreatywnego.